# Jan Olejniczak (filmowiec)
Jan Olejniczak (ur. 15 marca 1918 w Ozorkowie, zm. 1992 w Łodzi) – polski filmowiec, operator, specjalista od zdjęć trikowych, pionier polskich efektów specjalnych, wynalazca, konstruktor. Autor wielu opatentowanych wynalazków w zakresie efektów specjalnych.
W 1953 ukończył studia na Wydziale Operatorskim w PWSF w Łodzi.

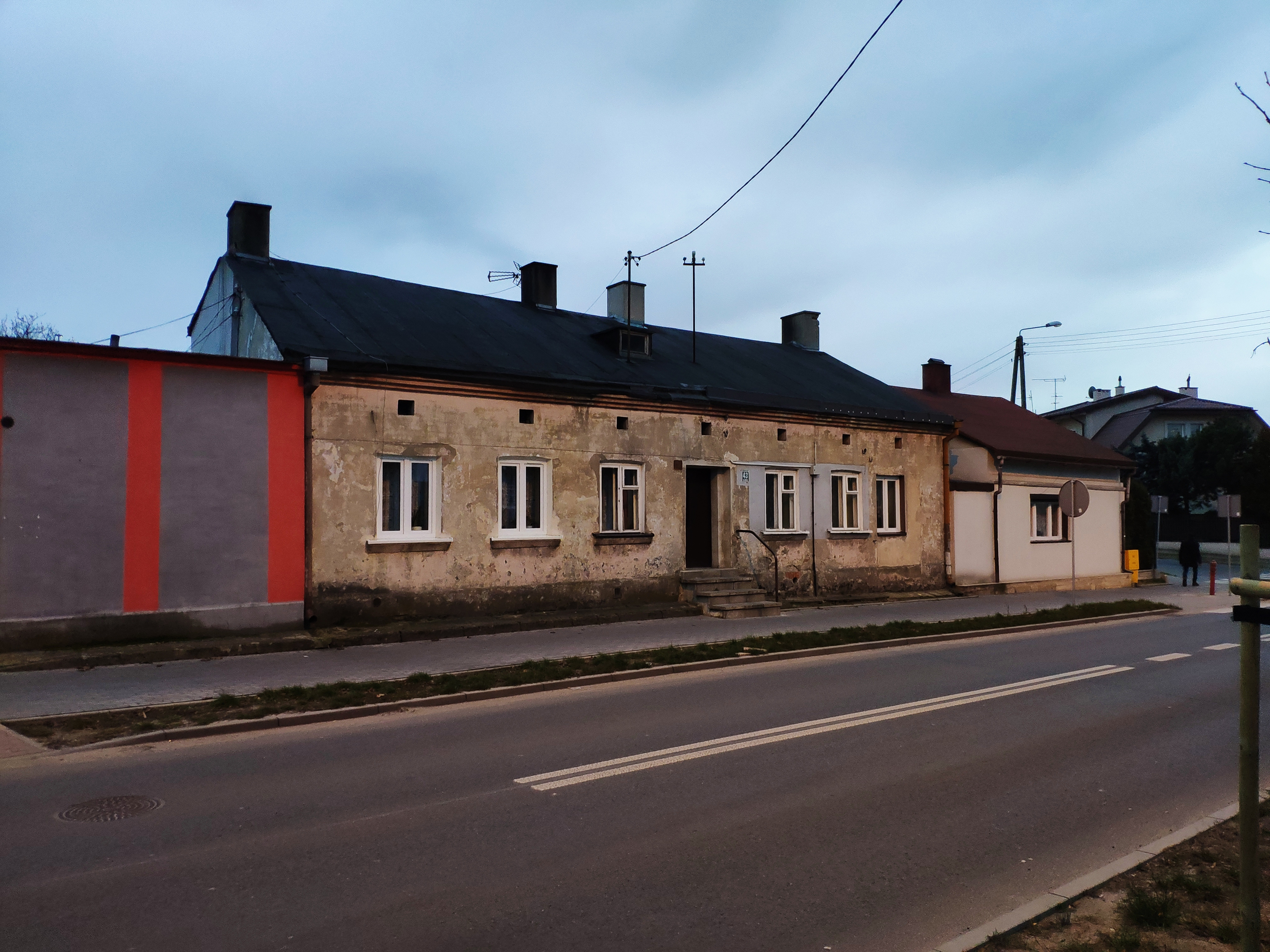
Dom rodzinny Jana Olejniczaka

## Filmografia
- 1950: Dwie brygady – zdjęcia,
- 1951: Załoga – asystent operatora kamery,
- 1953: Żołnierz zwycięstwa – operator zdjęć specjalnych (zdjęcia kombinowane),
- 1953: Przygoda na Mariensztacie – zdjęcia specjalne (kombinowane),
- 1953: Wspólnymi siłami – zdjęcia
- 1954: Opowieść Michałowicka – zdjęcia,
- 1955: Podhale w ogniu – zdjęcia specjalne (kombinowane),
- 1956: Wraki – zdjęcia specjalne (kombinowane),
- 1958: Kalosze szczęścia – zdjęcia specjalne (kombinowane),
- 1959: Milcząca gwiazda – współpraca operatorska,
- 1961: Dziś w nocy umrze miasto – zdjęcia specjalne (kombinowane),
- 1962: O dwóch takich co ukradli księżyc – operator kamery,
- 1963: Yokmok – współpraca operatorska,
- 1964: Panienka z okienka – efekty specjalne,
- 1965: Poznańskie słowiki – operator zdjęć specjalnych,
- 1967: Czas może powrócić – zdjęcia,
- 1968: Stawka większa niż życie – współpraca operatorska, odcinki:
  - W imieniu Rzeczypospolitej (10),
  - Hasło (11),
  - Zdrada (12),
  - Bez instrukcji (13),
  - Akcja „Liść dębu” (16),
  - Poszukiwany Gruppenführer Wolf (18),
- 1969: Ostatnie dni – współpraca operatorska,
- 1970: Prom – współpraca operatorska,
- 1970: Pejzaż z bohaterem – operator zdjęć specjalnych,
- 1974: Głowy pełne gwiazd – współpraca operatorska,
- 1976: Zagrożenie – zdjęcia specjalne,
- 1976: Latarnik – zdjęcia specjalne,
- 1977: Palace Hotel – zdjęcia specjalne (zdjęcia trickowe),
- 1977: Kochaj albo rzuć – współpraca operatorska,
- 1977: Józia – współpraca operatorska,
- 1977: Biohazard – zdjęcia specjalne,
- 1978: Biały mazur – współpraca operatorska,
- 1979: Sytuacje rodzinne: Bezpośrednie połączenie – zdjęcia specjalne,
- 1982: Wilczyca (film) – zdjęcia specjalne,
- 1983: Na odsiecz Wiedniowi – zdjęcia specjalne,
- 1983: Mgła – współpraca operatorska,
- 1985: Stanisław i Anna – zdjęcia specjalne,
- 1985: Przyłbice i kaptury – zdjęcia specjalne,
- 1986: Na kłopoty… Bednarski – zdjęcia specjalne (zdjęcia trickowe),
- 1987: Kocham kino – operator zdjęć specjalnych,
- 1987: Klątwa Doliny Węży – efekty specjalne,
- 1988: Powrót do Polski – zdjęcia specjalne,
- 1988: Amerykanka – operator zdjęć specjalnych,
- 1988: Alchemik – zdjęcia specjalne,
- 1990: Tajemnica puszczy – zdjęcia specjalne,
- 1990: Powrót wilczycy – zdjęcia specjalne,
- 1991: Latające machiny kontra Pan Samochodzik – zdjęcia specjalne,
- 1992: Łza księcia ciemności  zdjęcia specjalne

Ponadto uczestniczył w tworzeniu efektów w wielu filmach, w których na własne życzenie nie został wymieniony z imienia i nazwiska.
Odpowiadał za zdjęcia trikowe w produkcjach takich jak: Przybysze z Matplanety, Kingsajz, filmach z serii Pan Kleks i wielu innych. W filmach pełnił też rolę konsultanta do spraw efektów.